# Epirhyssa montana
Epirhyssa montana är en stekelart som först beskrevs av Kamath och Gupta 1972.  Epirhyssa montana ingår i släktet Epirhyssa och familjen brokparasitsteklar. Inga underarter finns listade i Catalogue of Life.